# Nokia Lumia 630

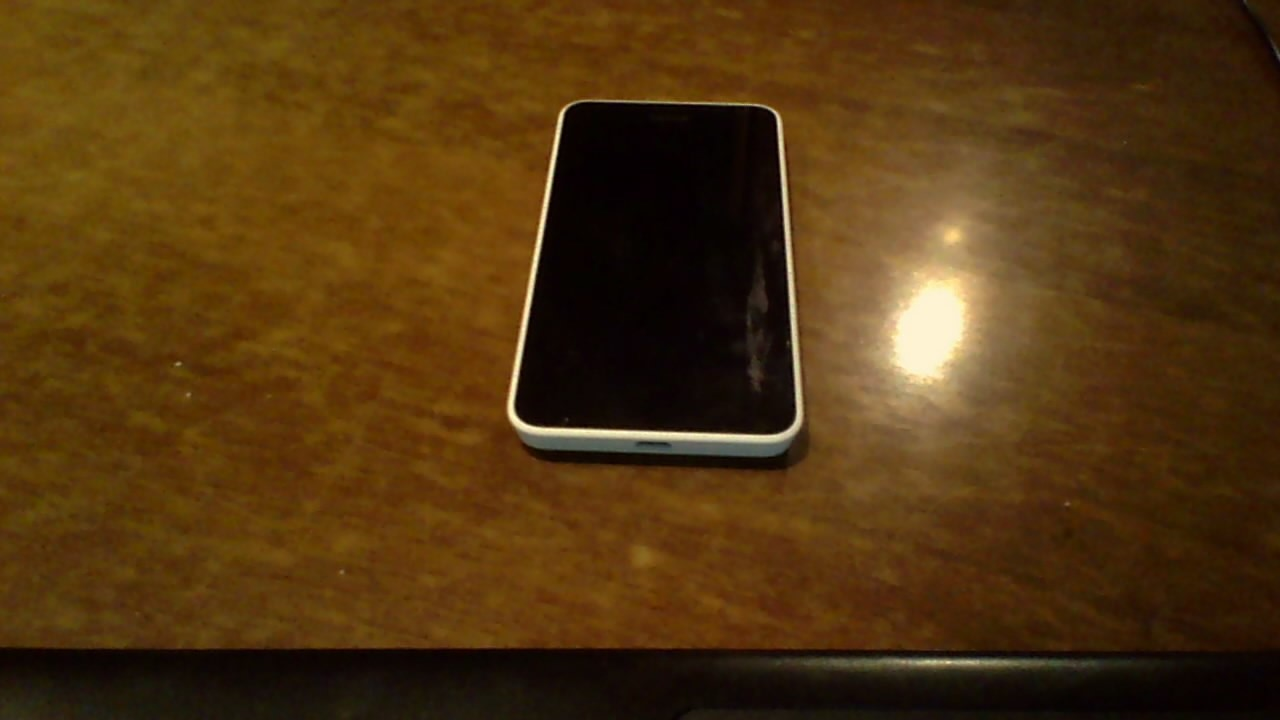
Nokia Lumia 635

De Nokia Lumia 630 is een smartphone van het Finse bedrijf Nokia. Het is Nokia's eerste low-end midrangetoestel met Windows Phone 8.1.
De Lumia 630 was beschikbaar in vijf verschillende kleuren.

## Nokia Lumia 635
De Nokia Lumia 635 is een 4G variant van de Lumia 630. Daardoor verliest het wel de dual sim optie die beschikbaar was bij de Lumia 630. Verder zijn de toestellen vrijwel identiek. De Lumia 635 was beschikbaar in dezelfde vijf kleuren.

## Nokia Lumia 636
De Nokia Lumia 636 is een Chinese variant van de Lumia 635. Het voornaamste verschil zat in het feit dat de hoeveelheid RAM was verdubbeld naar 1GB en dat er andere LTE banden waren die beter werkten met het Chinese netwerk. In begin 2016 kreeg de Lumia 636 een update naar Windows 10 Mobile. De Lumia 636 was beschikbaar in vier kleuren.

## Nokia Lumia 638
De Nokia Lumia 638 is een andere Chinese variant van de Lumia 635. Het voornaamste verschil zat in het feit dat de hoeveelheid RAM was verdubbeld naar 1GB en dat er andere LTE banden waren die beter werkten met het Chinese netwerk. In begin 2016 kreeg de Lumia 638 een update naar Windows 10 Mobile. De Lumia 638 was beschikbaar in vier kleuren.

## Digitale televisie
De Braziliaanse variant van de Nokia Lumia 630 bevat een extra component waarmee er digitale televisie te ontvangen is. Dit was in Brazilië een groot verkooppunt, aangezien het een van de weinige smartphones is met de functie. Dit is de eerste Lumia die dit kan. De functie werkt niet op de andere varianten van de Lumia 630.

## Problemen

### Camera aan de voorzijde
De Lumia 630, 635, 636 en 638 bevatten geen van alle een camera aan de voorzijde van het apparaat, ook wel een selfie camera genoemd. Dit maakte het vrijwel onmogelijk om te kunnen videobellen. Ook werd het daarmee moeilijk om een zelfportret te maken of de smartphone als spiegel te gebruiken.

### Nokia Lumia 630 en 635
De Nokia Lumia 630 en 635 hadden een aantal problemen waaraan de Lumia 636 en 638 niet leden.

#### Gebrek aan RAM
Doordat de Lumia 630 en 635 slechts 512 MB aan RAM hebben, zijn er problemen met het laden van bepaalde apps. De meeste apps waren namelijk ontworpen voor de 1 GB aan RAM waar de duurdere toestellen mee kwamen. Desalniettemin werd het toestel goed ontvangen vanwege zijn lage prijspunt en door de populariteit van het toestel werden verschillende apps toch aangepast om beter te functioneren op deze en andere lowbudgettelefoons.

#### Geen upgrade naar Windows 10 Mobile
Bij de laatste grote update van Windows Phone 8.1 (Update 2) werd de ondersteuning voor veel oudere Lumia's stopgezet, waaronder die van de Lumia 630 en 635. Dit betekende ook dat het toestellen geen ondersteuning voor Windows 10 Mobile zouden krijgen. In eerdere fasen werd er echter door Microsoft geëxperimenteerd met deze telefoons omdat hun doel was alle telefoons met Windows Phone 8.1 de upgrade te geven naar Windows 10 Mobile (v1511), zelfs als Update 2 niet was geïnstalleerd. Via het Windows Insider programma konden testversies van Windows 10 Mobile v1511 worden geïnstalleerd, en later ook de stabiele release. De update werd echter nooit officieel uitgerold omdat Microsoft beweerde dat de prestaties niet goed genoeg zouden zijn door de verouderde processor en het tekort aan RAM. Dit leidde tot veel kritiek omdat deze versie wel degelijk goed zou werken. Latere versies van Windows 10 Mobile, zoals de Jubileumupdate (v1607) werden in zijn algeheel niet ondersteund, ook niet via het Insider programma.

## Root access
In 2015 werd er door ethisch hacker Rene Lergner, beter bekend onder alias Heathcliff74, een hack ontwikkeld waardoor tweede generatie Lumia's met Windows Phone 8 konden worden geroot. Deze versie was nog niet compatibel met de Lumia Icon en Lumia 1520. Ook nieuwere Lumia's werkten niet. Via een applicatie genaamd Windows Phone Internals kon de bootloader worden ontgrendeld en werd het dus mogelijk om niet-geautoriseerde code uit te voeren. De ontdekkingen werden goed ontvangen door anderen, zo konden er aanpassingen gemaakt worden. Begin 2018 werd versie 2 uitgebracht die ook werkte met Windows 10 Mobile en de nieuwere Lumia's. Deze versie werd later open source.

## Specificaties
| Modellen                 | Modellen                      | Lumia 630                           | Lumia 635                           | Lumia 636                           | Lumia 638                           |
| Introductie              | Introductie                   | 2 april 2014                        | 2 april 2014                        | 11 juni 2014                        | 11 juni 2014                        |
| Originele OS versie      | Originele OS versie           | Windows Phone 8.1                   | Windows Phone 8.1                   | Windows Phone 8.1                   | Windows Phone 8.1                   |
| Hoogste OS versie        | Officieel                     | Windows Phone 8.1 Update 2          | Windows Phone 8.1 Update 2          | Windows 10 Mobile (1607)            | Windows 10 Mobile (1607)            |
| Hoogste OS versie        | Insider previews              | Windows 10 Mobile (1511)            | Windows 10 Mobile (1511)            | Windows 10 Mobile (1709)            | Windows 10 Mobile (1709)            |
| Productie codenaam       | Productie codenaam            | RM-976/977/978/979                  | RM-974/975                          | RM-1027                             | RM-1010                             |
| Specificaties            | Specificaties                 | Lumia 630                           | Lumia 635                           | Lumia 636                           | Lumia 638                           |
| Afmetingen               | hoogte                        | 129,5 mm                            | 129,5 mm                            | 129,5 mm                            | 129,5 mm                            |
| Afmetingen               | breedte                       | 66,7 mm                             | 66,7 mm                             | 66,7 mm                             | 66,7 mm                             |
| Afmetingen               | dikte                         | 9,2 mm                              | 9,2 mm                              | 9,2 mm                              | 9,2 mm                              |
| Gewicht (g)              | Gewicht (g)                   | 134 g                               | 134 g                               | 134 g                               | 134 g                               |
| Volume (cm3)             | Volume (cm3)                  | 78,5 cm3                            | 78,5 cm3                            | 78,5 cm3                            | 78,5 cm3                            |
| Kleuren achterkant       |                               |                                     |                                     |                                     |                                     |
| Kleuren voorkant         |                               |                                     |                                     |                                     |                                     |
| Verwijderbare achterkant | Verwijderbare achterkant      | Ja                                  | Ja                                  | Ja                                  | Ja                                  |
| Scherm                   | Scherm                        | Lumia 630                           | Lumia 635                           | Lumia 636                           | Lumia 638                           |
| Diagonaal (inch)         | Diagonaal (inch)              | 4.5" (11,43 cm)                     | 4.5" (11,43 cm)                     | 4.5" (11,43 cm)                     | 4.5" (11,43 cm)                     |
| Resolutie (pixels)       | Resolutie (pixels)            | 480×854                             | 480×854                             | 480×854                             | 480×854                             |
| Pixel dichtheid (ppi)    | Pixel dichtheid (ppi)         | 221                                 | 221                                 | 221                                 | 221                                 |
| Schermafmetingen         | hoogte                        | 98,0 mm                             | 98,0 mm                             | 98,0 mm                             | 98,0 mm                             |
| Schermafmetingen         | breedte                       | 55,0 mm                             | 55,0 mm                             | 55,0 mm                             | 55,0 mm                             |
| Screen-to-body-ratio     | Screen-to-body-ratio          | 62,69%                              | 62,69%                              | 62,69%                              | 62,69%                              |
| Kleurweergave            | Kleurdiepte                   | TrueColor 24-bit (16777216 kleuren) | TrueColor 24-bit (16777216 kleuren) | TrueColor 24-bit (16777216 kleuren) | TrueColor 24-bit (16777216 kleuren) |
| Kleurweergave            | DCI-P3-kleurruimte            | Nee                                 | Nee                                 | Nee                                 | Nee                                 |
| ClearBlack polarizer     | ClearBlack polarizer          | Ja                                  | Ja                                  | Ja                                  | Ja                                  |
| Glance scherm            | Glance scherm                 | Nee                                 | Nee                                 | Nee                                 | Nee                                 |
| Gorilla Glass            | Gorilla Glass                 | Gorilla Glass 3                     | Gorilla Glass 3                     | Gorilla Glass 3                     | Gorilla Glass 3                     |
| On-screen taakbalk       | On-screen taakbalk            | Ja                                  | Ja                                  | Ja                                  | Ja                                  |
| Super Sensitive Touch    | Super Sensitive Touch         | Nee                                 | Nee                                 | Nee                                 | Nee                                 |
| Technologie              | Technologie                   | LCD                                 | LCD                                 | LCD                                 | LCD                                 |
| Verversingssnelheid      | Verversingssnelheid           | 60 Hz                               | 60 Hz                               | 60 Hz                               | 60 Hz                               |
| Geheugen/Processor       | Geheugen/Processor            | Lumia 630                           | Lumia 635                           | Lumia 636                           | Lumia 638                           |
| RAM                      | RAM                           | 512 MB                              | 512 MB                              | 1 GB                                | 1 GB                                |
| Opslag                   | Opslag                        | 8 GB                                | 8 GB                                | 8 GB                                | 8 GB                                |
| Uitbreidbaar             | Uitbreidbaar                  | microSD, tot 128 GB                 | microSD, tot 128 GB                 | microSD, tot 128 GB                 | microSD, tot 128 GB                 |
| Processor                | System-on-a-chip              | Qualcomm Snapdragon 400 MSM8226     | Qualcomm Snapdragon 400 MSM8926     | Qualcomm Snapdragon 400 MSM8926     | Qualcomm Snapdragon 400 MSM8926     |
| Processor                | Bit                           | 32 bit                              | 32 bit                              | 32 bit                              | 32 bit                              |
| Processor                | Cores                         | Quad core                           | Quad core                           | Quad core                           | Quad core                           |
| Processor                | Productie-procedé             | 28 nm                               | 28 nm                               | 28 nm                               | 28 nm                               |
| Processor                | ARM-instructieset             | v7                                  | v7                                  | v7                                  | v7                                  |
| Processor                | Kloksnelheid per core (GHz)   | 1,2                                 | 1,2                                 | 1,2                                 | 1,2                                 |
| GPU                      | GPU                           | Adreno 305                          | Adreno 305                          | Adreno 305                          | Adreno 305                          |
| Connectiviteit           | Connectiviteit                | Lumia 630                           | Lumia 635                           | Lumia 636                           | Lumia 638                           |
| Netwerken                | GSM                           | 850/900/1800/1900                   | 850/900/1800/1900                   | 850/900/1800/1900                   | 850/900/1800/1900                   |
| Netwerken                | UMTS                          | Band 1/2/5/8                        | Band 1/2/4/5/8                      | Band 1/2/5/8                        | Band 1/2/5                          |
| Netwerken                | LTE Advanced                  | Geen 4G                             | Band 2/3/4/5/7/17/20                | Band 1/3/7/41                       | Band 3/7/38/39/40/41                |
| Bluetooth                | Bluetooth                     | 4.0                                 | 4.0                                 | 4.0                                 | 4.0                                 |
| Wifi                     | Wifi                          | b/g/n                               | b/g/n                               | b/g/n                               | b/g/n                               |
| NFC                      | NFC                           | Nee                                 | Nee                                 | Nee                                 | Nee                                 |
| Gps                      | Gps                           | Ja                                  | Ja                                  | Ja                                  | Ja                                  |
| GLONASS                  | GLONASS                       | Ja                                  | Ja                                  | Ja                                  | Ja                                  |
| Sim                      | Aantal Sims                   | 1 of 2                              | 1                                   | 1                                   | 1                                   |
| Sim                      | Grootte                       | Micro-Sim                           | Micro-Sim                           | Micro-Sim                           | Micro-Sim                           |
| Connectoren              | Audio                         | 3,5mm audio jack                    | 3,5mm audio jack                    | 3,5mm audio jack                    | 3,5mm audio jack                    |
| Connectoren              | Opladen/Gegevensoverdracht    | USB Micro-B 2.0                     | USB Micro-B 2.0                     | USB Micro-B 2.0                     | USB Micro-B 2.0                     |
| Connectoren              | Video                         | Nee                                 | Nee                                 | Nee                                 | Nee                                 |
| FM Radio                 | FM Radio                      | Ja                                  | Ja                                  | Ja                                  | Ja                                  |
| Miracast                 | Miracast                      | Ja                                  | Ja                                  | Ja                                  | Ja                                  |
| Digitale TV              | Digitale TV                   | Ja                                  | Nee                                 | Nee                                 | Nee                                 |
| Continuum                | Continuum                     | Nee                                 | Nee                                 | Nee                                 | Nee                                 |
| Batterij                 | Batterij                      | Lumia 630                           | Lumia 635                           | Lumia 636                           | Lumia 638                           |
| Capaciteit (mAh)         | Capaciteit (mAh)              | 1830                                | 1830                                | 1830                                | 1830                                |
| Model                    | Model                         | BL-5H 3,7V                          | BL-5H 3,7V                          | BL-5H 3,7V                          | BL-5H 3,7V                          |
| Verwijderbaar            | Verwijderbaar                 | Ja                                  | Ja                                  | Ja                                  | Ja                                  |
| Qi draadloos opladen     | Qi draadloos opladen          | Nee                                 | Nee                                 | Nee                                 | Nee                                 |
| Batterijvermogen (uur)   | Standby                       | 648                                 | 648                                 | 528                                 | 480                                 |
| Batterijvermogen (uur)   | Muziek playback               | 58                                  | 58                                  | 58                                  | 58                                  |
| Batterijvermogen (uur)   | Video playback                | 7                                   | 7                                   | 7                                   | 7                                   |
| Batterijvermogen (uur)   | Video opname                  | n/a                                 | n/a                                 | n/a                                 | n/a                                 |
| Batterijvermogen (uur)   | Wifi netwerk browsen          | 9,4                                 | 9,4                                 | 9,4                                 | 9,4                                 |
| Batterijvermogen (uur)   | 3G netwerk browsen            | 8,8                                 | 8,8                                 | 8,8                                 | 8,8                                 |
| Batterijvermogen (uur)   | Beltijd (2G)                  | 16,4                                | 18,6                                | 16,3                                | 19,5                                |
| Batterijvermogen (uur)   | Beltijd (3G)                  | 13,1                                | 14                                  | 13,1                                | 20,1                                |
| Batterijvermogen (uur)   | Beltijd (4G)                  | Geen 4G                             | n/a                                 | n/a                                 | n/a                                 |
| Technologie              | Technologie                   | Lithium-ion                         | Lithium-ion                         | Lithium-ion                         | Lithium-ion                         |
| Camera                   | Camera                        | Lumia 630                           | Lumia 635                           | Lumia 636                           | Lumia 638                           |
| Camera aan de voorzijde  | Apertuur                      | Geen Camera                         | Geen Camera                         | Geen Camera                         | Geen Camera                         |
| Camera aan de voorzijde  | Megapixel                     | Geen Camera                         | Geen Camera                         | Geen Camera                         | Geen Camera                         |
| Camera aan de voorzijde  | Videoresolutie                | Geen Camera                         | Geen Camera                         | Geen Camera                         | Geen Camera                         |
| Hoofdcamera              | Autofocus                     | Ja                                  | Ja                                  | Ja                                  | Ja                                  |
| Hoofdcamera              | Apertuur                      | ƒ/2,4                               | ƒ/2,4                               | ƒ/2,4                               | ƒ/2,4                               |
| Hoofdcamera              | 35mm equivalent (mm)          | 28 mm                               | 28 mm                               | 28 mm                               | 28 mm                               |
| Hoofdcamera              | Megapixel                     | 5,0                                 | 5,0                                 | 5,0                                 | 5,0                                 |
| Hoofdcamera              | Sensorgrootte (inch)          | 1/4 (6,35 mm)                       | 1/4 (6,35 mm)                       | 1/4 (6,35 mm)                       | 1/4 (6,35 mm)                       |
| Hoofdcamera              | Videoresolutie                | HD (720×1280) in 30 fps             | HD (720×1280) in 30 fps             | HD (720×1280) in 30 fps             | HD (720×1280) in 30 fps             |
| Hoofdcamera              | Carl Zeiss Optics             | Nee                                 | Nee                                 | Nee                                 | Nee                                 |
| Hoofdcamera              | Zoom                          | 4×                                  | 4×                                  | 4×                                  | 4×                                  |
| Hoofdcamera              | Flits                         | Nee                                 | Nee                                 | Nee                                 | Nee                                 |
| Hoofdcamera              | Optische beeldstabilisatie    | Nee                                 | Nee                                 | Nee                                 | Nee                                 |
| Hoofdcamera              | Cameraknop                    | Nee                                 | Nee                                 | Nee                                 | Nee                                 |
| Hoofdcamera              | Digital Negative image format | Nee                                 | Nee                                 | Nee                                 | Nee                                 |
| Sensoren                 | Sensoren                      | Lumia 630                           | Lumia 635                           | Lumia 636                           | Lumia 638                           |
| Windows Hello            | Vingerafdruk Scanner          | Nee                                 | Nee                                 | Nee                                 | Nee                                 |
| Windows Hello            | Infrarood Iris Scanner        | Nee                                 | Nee                                 | Nee                                 | Nee                                 |
| Microfoons               | Microfoons                    | 2                                   | 2                                   | 2                                   | 2                                   |
| Cortana                  | Cortana ondersteuning         | Ja                                  | Ja                                  | Ja                                  | Ja                                  |
| Cortana                  | “Hey Cortana” oproep          | Via tweak                           | Via tweak                           | Via tweak                           | Via tweak                           |
| Accelerometer            | Accelerometer                 | Ja                                  | Ja                                  | Ja                                  | Ja                                  |
| Omgevingslichtdetector   | Omgevingslichtdetector        | Nee                                 | Nee                                 | Nee                                 | Nee                                 |
| Nabijheidssensor         | Nabijheidssensor              | Nee                                 | Nee                                 | Nee                                 | Nee                                 |
| Magnetometer             | Magnetometer                  | Nee                                 | Nee                                 | Nee                                 | Nee                                 |
| Gyroscoop                | Gyroscoop                     | Nee                                 | Nee                                 | Nee                                 | Nee                                 |
| Barometer                | Barometer                     | Nee                                 | Nee                                 | Nee                                 | Nee                                 |
| SensorCore               | SensorCore                    | Ja                                  | Ja                                  | Ja                                  | Ja                                  |

### Modelvarianten
| Naam     | 630      | 630          | 630 DS   | 630 DS       | 635         | 635             | 636           | 638                  |
| Model    | RM-976   | RM-977       | RM-978   | RM-979       | RM-974      | RM-975          | RM-1027       | RM-1010              |
| -------- | -------- | ------------ | -------- | ------------ | ----------- | --------------- | ------------- | -------------------- |
| Regio    | Globaal  | Amerika      | Globaal  | Brazilië     | Globaal     | Amerika         | China         | China                |
| 3G       | Band 1/8 | Band 1/2/5/8 | Band 1/8 | Band 1/2/5/8 | Band 1/5/8  | Band 1/2/4/5    | Band 1/2/5/8  | Band 1/2/5           |
| 4G       | Geen 4G  | Geen 4G      | Geen 4G  | Geen 4G      | Band 3/7/20 | Band 2/4/5/7/17 | Band 1/3/7/41 | Band 3/7/38/39/40/41 |
| NFC      | Nee      | Nee          | Nee      | Nee          | Nee         | Nee             | Nee           | Nee                  |
| DTV      | Nee      | Nee          | Nee      | Ja           | Nee         | Nee             | Nee           | Nee                  |
| Dual Sim | Nee      | Nee          | Ja       | Ja           | Nee         | Nee             | Nee           | Nee                  |

## Opmerkingen
1. ↑  Windows 10 Mobile is vereist